# Експлорер-7
«Експло́рер-7» (англ. Explorer 7 — дослідник), інша назва «Експлорер С-1А» (англ. Explorer S-1A) — американський науковий космічний апарат типу С-1, запущений за програмою «Експлорер» 13 жовтня 1959 року. Апарат вимірював сонячне випромінювання в рентгенівській і водневій лініях спектра, досліджував енергетичні частинки і важкі первісні промені. Додатково апарат вивчав пробивну здатність мікрометеоритів, розпилення молекул і тепловий баланс Землі.

## Опис
Апарат складався з двох зрізаних конусів зі скловолокна, приєднаних до центральної циліндричної алюмінієвої секції. Найбільший діаметр був 75 см, висота усього апарата 75 см. Дві перехрещені дипольні антени для телеметрії з потужністю 1 Вт і робочою частотою 20 МГц розташовувались всередині центральної секції і частково стирчали назовні. На нижній частині апарата була змонтована антена з робочою частотою 108 МГц, що використовувалась для роботи радіомаяка, На поверхні центральної секції розташовувались п'ять болометрів для вимірювання випромінювання сонячної енергії і три детектори мікрометеоритів з сульфіду кадмію. В основі верхнього конуса розташовувались циліндрична іонна камера з віконцем зі фториду літію і циліндрична камера рентгенівського випромінювання з берилієвим віконцем. Біля вершини верхнього конуса розташовувався лічильник Гейгера. У центральній частині верхнього конуса розташовувалась іонізаційна камера для реєстрації первісних космічних променів.
Живлення забезпечували приблизно 3000 сонячних елементів, прикріплених до верхнього і нижнього конусів. Додатковим джерелом живлення були 15 нікель-кадмієвих акумуляторів, розташовані вздовж внутрішньої поверхні циліндричної секції, вони також допомагали підтримувати необхідну швидкість обертання, оскільки стабілізація здійснювалась обертанням апарата навколо поздовжньої осі.

## Політ
13 жовтня 1959 року о 15:30:04 UTC ракетою-носієм Джуно-2 з космодрому Мис Канаверал відбувся запуск апарата «Експлорер-7». До лютого 1961 року апарат постійно наживо передавав дані. До 24 серпня 1961 року дані передавались із перервами. Апарат досі на орбіті.